# 邱毅
邱毅（1956年5月8日—），中華民國政治人物，生於高雄市燕巢區，現爲無黨籍。曾為中國國民黨、新黨、親民黨黨員，並擔任三届立法委員、中國文化大學國際企業管理學系教授。兩岸政治立場傾向統一。在2024年大選期間與柯文哲勢力交好並與藍營交惡，在選後于政論節目宣佈接受柯文哲邀請擔任台灣民眾黨主席特別顧問。

## 早年生涯

### 家庭
- 第一任妻子：夏姓女士（1982年－1993年，已離婚）
- 第二任妻子：謝京叡（1993年－2005年，已離婚）
- 子女：與第二任妻子育有二女一子；與第一任生一子

### 從政之前
臺灣大學農業推廣學系鄉村社會組學士、臺灣大學農業經濟碩士、臺灣大學經濟學博士、美國康乃爾大學博士後研究。
邱毅曾利用服役外時間任職於台灣省立屏東農專（今國立屏東科技大學），教授於經濟領域，後於高雄學廬補習班擔任補教老師，開始專教公職考試。退伍後把教學重心由高雄移回台北，並改為專教考研究所及四技、二專，他在補習班化名「陳偉」，後成立陳偉補習班，補習班主要由前妻謝京叡管理經營，他與前妻共同授課，直至應親民黨主席宋楚瑜邀請參與政治後，才逐漸淡出補教界。

## 政治生涯
邱毅曾加入過中華社會民主黨，直到1994年中華社會民主黨與新黨合併，成為新黨黨籍，並藉由替當時主導兩黨合併的朱高正助選首屆臺灣省長選舉、出資成立地下電臺、參加談話節目來累積知名度，成為政論名嘴。
2000年總統大選，出任宋楚瑜競選總部發言人。後宋楚瑜組建親民黨，邱毅隨之加入，並於隔年立委選舉中，以親民黨參選人身分投入高雄市第二選區，並順利當選。2002年直轄市議員選舉中，親民黨在邱毅的陪同宣傳下，當選七位市議員。高雄市議長賄選案後，因多位議員喪失資格，2003年進行市議員補選，親民黨無人當選。2004年立委選舉，邱毅再度代表親民黨並當選高雄市立委。
2004年總統大選，民進黨參選人陳水扁及呂秀蓮以不到三萬票，僅0.228%的差距成功連任，險勝國民黨和親民黨聯合參選的連戰和宋楚瑜。由於票數過於接近，加上選舉前日發生319槍擊案，泛藍支持者懷疑民進黨操縱選舉，不滿的群眾開始聚集抗議，高雄市泛藍支持者在邱毅帶領下，到高雄地方法院要求驗票。群眾激動地推撞院檢大樓大門，邱毅同時站在宣傳車上高喊「同志們，革命的時候到了！」並指揮司機開車衝撞法院，造成多名員警受傷。之後邱毅在台灣網路上因此事被網友稱為「衝車大將軍」。
事件結束後，邱毅因涉嫌率眾包圍及指揮貨車衝撞地方法院，於2006年被臺灣高等法院高雄分院依照首謀聚眾妨害公務罪認定有罪。上訴經臺灣最高法院審理後，於2007年3月22日被駁回，邱毅被判處14個月有期徒刑定讞，未被褫奪公權，入獄時仍為立法委員之身分。判決結束當下，邱毅的照片遭張貼各港口以防潛逃出境。後因立法院通過減刑法案，減刑為有期徒刑7個月。邱毅在入獄前與妻子離婚。
2007年4月20日，邱毅指出319槍擊案時，總統府有數千萬不明資金流入並舉出交易明細。總統府則回應邱毅所提明細之「分行別」和「科目別代號」等都是未使用的空號，指稱此為假造的不實文件。4月26日入獄服刑，獄中編號為3665，11月20日早上因服刑期滿出獄。
2008年1月12日第七屆立委選舉中，以國民黨黨員身份於全國不分區第五順位當選。2012年參選第八屆立委選舉，轉戰高雄市第七選區立委，但落敗於轉戰立委的前高雄市議會議員趙天麟。
2014年，因與台北市議員林瑞圖多次在政論節目誹謗高雄市市長陳菊胞弟陳武進為南部圍標集團首腦，二審判決邱毅有期徒刑6個月、林瑞圖有期徒刑5個月，可以易科罰金，全案定讞不得再上訴。
2016年立委選舉，以國民黨黨員身分代表新黨參加不分區立委再度落選。
2019年11月13日，國民黨中常會通過2020大選不分區立委的建議名單，邱毅列入第8名安全名單中。11月15日，邱毅發表聲明退出國民黨不分區名單。11月21日，加入新党不分區名單。
2024年總統選舉期間，邱毅幫台灣民眾黨總統參選人柯文哲站台。
2024年2月28日，邱毅在黃光芹節目宣佈接受柯文哲邀請，擔任台灣民眾黨主席特別顧問。

## 選舉紀錄
| 年度 | 選舉屆數           | 選舉區                                 | 所屬政黨   | 得票數    | 得票率 | 當選標記 | 備註 |
| ---- | ------------------ | -------------------------------------- | ---------- | --------- | ------ | -------- | ---- |
| 2001 | 第五屆立法委員選舉 | 高雄市第二選舉區                       | 親民黨     | 39,038    | 12.85% |          |      |
| 2004 | 第六屆立法委員選舉 | 高雄市第二選舉區                       | 親民黨     | 40,551    | 14.88% |          |      |
| 2008 | 第七屆立法委員選舉 | 全國不分區及僑居國外國民立法委員選舉區 | 中國國民黨 | 5,010,801 | 51.23% |          |      |
| 2012 | 第八屆立法委員選舉 | 高雄市第七選舉區                       | 中國國民黨 | 83,379    | 45.25% |          |      |
| 2016 | 第九屆立法委員選舉 | 全國不分區及僑居國外國民立法委員選舉區 | 新黨       | 510,074   | 4.18%  |          |      |
| 2020 | 第十屆立法委員選舉 | 全國不分區及僑居國外國民立法委員選舉區 | 新黨       | 147,373   | 1.04%  |          |      |

## 相關事件

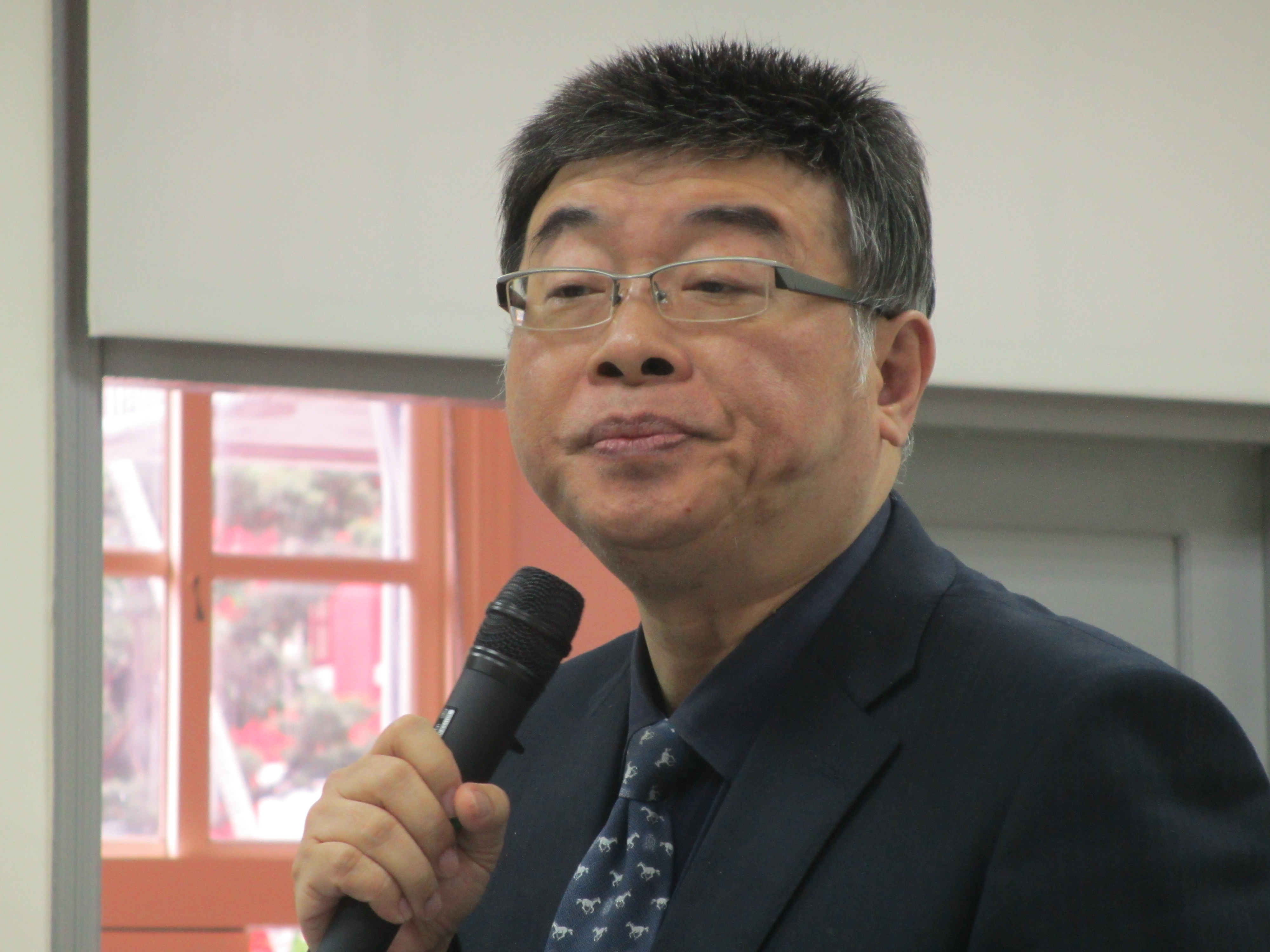
2016年的邱毅

### 揭露高捷、臺開弊案
2005年8月22日，在高雄捷運的泰國外籍勞工暴動隔天，邱毅揭露時任總統府副秘書長陳哲男涉嫌非法接受業者招待。在遭到總統府與高雄市政府雙重否認後，邱毅提出多項證據證明高雄捷運工程中有弊案存在，包括陳哲男於韓國濟州島賭場的關鍵照片，與仲介公司華擎和前高雄市市長謝長廷往來的證據，與政府的回應發生衝突。該事件引起社會大眾與新聞媒體的普遍關注，促使檢調深入調查此案，導致時任行政院院長謝長廷下臺與高雄市代理市長陳其邁被撤換。時任總統陳水扁接受訪問時表示，「高捷弊案是高雄人在高雄的事，他完全不知情」，被認為是扁謝關係決裂的原因之一。外勞暴動與高雄捷運弊案重挫民主進步黨縣市長選情，民進黨在縣市長選舉中僅在南臺灣當選六席縣市首長的因素之一。
2006年5月，邱毅揭露陳水扁的女婿趙建銘涉及臺開弊案，指稱其在日式高級料理餐廳「三井」非法地獲取內線消息和進行內線交易。趙於同年5月24日遭臺北地方法院裁定收押至臺北看守所，由於總統府聲明和趙建銘的發言與檢調單位掌握的證據互相違背，重挫陳水扁總統聲譽及第一家庭信用，導致2006年6月以國民黨及親民黨為首的在野黨於立法院推動罷免陳水扁議案。邱毅兩度於2006年10月3日及10月10日參加反貪腐倒扁集會，要求陳水扁下臺，但因罷免案未過門檻而不了了之。

### 假髮被扯事件
2008年12月15日，前總統陳水扁在密帳案起訴後無保開釋，對此結果不滿的邱毅赴監察院檢舉審判長周占春。當步出監院大門時，台南市安南區扁友會會長黃永田突然衝出，將邱毅的假髮直接扯下。邱毅形容自己像被脫光衣服，自尊嚴重受損，堅持對黃永田提出告訴。警方押黃返回派出所過程中，黃高喊：「你看邱毅要出賣臺灣，臺灣人要勇敢站出來，陳水扁已經倒了，我不能倒！」不過，黃接受警方偵訊時，改口辯稱當時不是故意的。黃妻則喊冤說，邱毅是他們的偶像，因為想上前和他講話，沒想到被警察團團圍住，拉扯中不慎扯落假髮。之後黃永田因扯髮案在刑事部份，高等法院已依妨害自由罪判處5月徒刑，可易科罰金15萬定讞，民事損害賠償部份，高等法院則判黃永田須賠償邱毅卅萬元定讞。

### 爆料蔡英文領18%罵18%
2011年，民進黨批評軍公教人員優利存款利率18%議題時，被邱毅指出時任民進黨主席蔡英文和游錫堃、姚嘉文、陳哲男、郭瑤琪等綠營政要也都有持續領取18%優存利息。其計算蔡英文的存額度達新臺幣410萬元，換算年領優惠利息73萬元，平均每月領六萬多元，被邱毅稱為「肥大官」，並批評「別人領18％就是不公不義！民進黨領18％就變成天經地義！」，引發軒然大波。
事後，蔡英文發表聲明，宣布放棄18％優存利息，並表示「不再領取18趴後，較沒能力捐給社會機構了」。

### 宇昌案
2011年12月16日，邱毅前往監察院舉發蔡英文、何美玥、何俊輝，認為他們在宇昌案和台懋案中，涉及瀆職濫權自肥圖利等行為。
2012年8月14日，特偵組完成調查，以查無不法簽結宇昌案。特偵組偵決書指出，綜據資金流向之清查，及宇昌生技公司之資金查核以觀，蔡英文家族投注之資金均為自有資金，而所參與投資之款項亦均如期、如數匯入該等帳戶；另宇昌生技公司依其帳戶之資金流向，亦未見有中飽私囊、非法濫用之情形。而就蔡在此案中有無違反旋轉門條款，就當時法規會研究後明確回覆沒有違反旋轉門條款。
2013年10月2日，監察院通過糾正「宇昌案」，認定國發基金未經行政院專案核准就投資宇昌公司，且投資範疇改變也未陳報首長，行政院及經建會都沒有善盡監督管理之責，實屬不當。

### 邱毅與陳致中辯論
邱毅於高雄市第7選區參選2012年立委選舉，和第9選區、無黨籍參選人陳致中，選舉期間隔空互批，經歷波折，壹電視促成「邱毅、陳致中世紀大辯論」。2011年12月13日晚間，於高雄市議會內展開辯論，由李晶玉、岑永康主持。會中兩人發言都以台語為主，由於兩人以激烈的詞句互罵（網路語言稱為「互婊」）被媒體稱為「毅中各婊」（與馬英九的一中各表政策諧音）
網友與藍、綠政治人物皆表示撇開發言內容而言，陳致中表現較佳，在辯論攻防中「睡學生」發言有力的攻擊邱毅（與學生發生師生戀大多比嫖妓不道德，因為學生難以拒絕老師追求，更何況是婚外情）、以「宇昌案」、「特偵組逼商人作偽證以栽贓扁家」及「邱毅烏龍爆料、檢調烏龍起訴」來攻擊中華民國司法及邱毅爆料不可信，都站上道德制高點，不但有力的說明扁案乃司法迫害，甚至也多少動搖「法院認證嫖客」的可信度，然而陳致中攻擊家暴事件被認為是失言，因為現代法律中晚輩有權控告家暴的長輩，而道德批判也通常指向施暴者，但邱毅因個人氣憤而完全沒有把握住陳致中的重大破綻；至於陳致中攻擊邱毅假髮，有些人認為拿禿頭戴假髮做文章或許有點過分，另有些人認為陳致中只是質疑邱毅是否違法，並非人身攻擊。邱毅引用資料（判決書）錯誤，導致失分。最離譜的是，邱竟以粗話人身攻擊辯論對手，更是不良的示範，也失去了辯論的風度。
評論家江春男對此辯論表示，陳致中的策略除了攻擊邱毅私生活外，還替蔡英文、謝長廷和民進黨辯護，儼然以綠營代理人自居，把一場私人恩怨的對決，轉變為藍綠對決。這種策略大轉進，使他先立於不敗之地。而民進黨執政8年，推動許多建設，做了很多事，引進不少廉能幹練人才，現在竟然只剩下貪腐污名。輿論積非成是，黨內很少人出面講話，人人一肚子鳥氣，這次陳致中藉家仇替民進黨伸張國恨，實在是諷刺。不論口才、機智和膽識各方面，陳致中均深具潛力，和民進黨新生代相比毫不遜色；可惜他是阿扁之子，不然前途難以限量。
第八屆立委選舉結果一如預期，陳致中分散了泛綠群眾票源，最後陳致中、郭玟成雙雙落敗，由中國國民黨的林國正漁翁得利。郭玟成在選後憤恨說出「國民黨打我30年，不如扁家打我1年。」，並且相當不諒解陳致中「橫柴入灶」（臺灣話俗語，指明知道某件事行不通卻蠻幹。）參選到底。民進黨本來在泛藍鐵票區（臺東縣）撿到一席，但陳致中讓國民黨在泛綠鐵票區也撿到一席。

### 兩岸立場
2019年1月5日Youtube上第28期邱毅說，邱毅表示中國人不打中國人，台獨分子不是中國人，該往死裡打。
2019年10月1日中華人民共和國成立70週年之際，邱毅在微博發文「恭賀新中國70歲的生日，在這個令人鼓舞雀躍的國慶，我儘管留在台灣為祖國統一繼續奮鬥，卻仍為閱兵典禮的壯盛軍容，以及習近平先生的振聾發聵而感動不已。相信只要稍微具有頭腦良心的台灣人民，都會認識到兩岸統一的必然大勢，任何搞分裂的逆流黑潮，都將被支持祖國民族振興的澎湃巨浪所淹沒，中國人現在真正站起來，強大了！更深深感受到身為中國人的驕傲與榮耀」。
2019月11月14日鏡週刊報導有讀者向鏡週刊爆料，指稱：「邱毅在大陸有一個《邱毅的頭條圏》節目，常常邀請統派人士上節目，甚至還邀有解放軍少將上節目暢談統一。」
2019年11月15日，邱毅在節目中談及關於大陸武統台灣的問題，被前親民黨國代黃澎孝控告外患罪。
2020年1月16日，邱毅在臉書上發文，認為中國大陸將領只發聲卻不實際行動，以及中國國民黨放棄對九二共識的堅持，助長了台獨氣熖，導致兩岸關係倒退。

## 相關言論

### 指控陳菊九一九水災時泡湯
2010年10月，五都大選選舉期間，邱毅及中國國民黨高雄市長候選人黃昭順偕同前往高雄地檢署控告時任高雄市長陳菊在九一九水災時涉嫌怠職，並指控陳菊於當日前往高雄縣岡山、田寮等地區泡冷泉，懸賞新台幣1,000萬元獎金尋找相關證據指控陳菊當日於田寮泡湯。
同年11月19日，高雄地檢署偵結，給予陳菊不起訴處份。檢方在起訴書中指出，邱毅接受電子媒體訪問時手裡拿著一疊雨量分布圖資料，但卻是質疑陳菊通聯紀錄位址。但檢方傳喚邱毅時，邱毅表示受訪時也質疑田寮的下雨量是否如外界所說無法進入，所以那是雨量分布圖而非陳菊的通聯紀錄；他也坦承當時並未取得陳菊的通聯紀錄。檢方偵辦此案雖兩度不起訴，但陳菊兩度聲請再議，均獲高雄高分檢發回重查，偵查後依違反《選罷法》起訴邱毅。
2017年4月14日，高雄地院審理終結宣判，認定邱毅有善盡查證義務，判決邱毅無罪，2017年11月8日，高雄高分院判決誹謗部分無罪定讞，違反選罷法部分仍可上訴。。

### 指控林崑海涉入選舉賭盤
2012年1月，邱毅於TVBS2100全民開講指控三立電視公司董事長林崑海涉入選舉賭盤，遭到林崑海提告，2016年5月11日，士林地檢署認為，邱毅尚未盡查證義務及罵不雅髒話損害林崑海名譽，依公然侮辱等罪將邱毅起訴。2017年12月29日，林崑海提告妨害名譽部分，高院今天判決邱毅無罪確定。

### 指控蔡英文兼職
2015年12月29日，新黨不分區立委參選人邱毅召開記者會，指出蔡英文1990年因為在律師事務所非法兼差而遭政大法律系調查，要求蔡英文說明自己是怎麼離開政大？邱毅也根據媒體人周玉蔻在2001年所撰《雙英解密》一書，稱蔡英文的父親蔡潔生因為疼愛女兒，當時花了1千萬元幫她開了一間「環球法律事務所」，身份是「顧問/主持人」，但是，有專屬辦公室與秘書。民進黨立委陳其邁、民進黨發言人楊家俍出示蔡英文親筆辭職信、人事室的公文，打臉邱毅說，蔡英文是要去擔任東吳法研所專任教授，才辭去政大教職，「邱毅全部對於蔡英文的指控都是烏龍爆料」。陳其邁說，1992年大法官會議308號解釋文，明確說明「大學教授沒有兼任行政職，並不適用公務人員服務法相關規定。」，而且，蔡英文當時是擔任涉及經貿國際法的諮詢顧問，並非擔任助理律師。
周玉蔻於當天下午在臉書發聲明，指控邱毅斷章取義、引述錯誤報導，並提出嚴重抗議。周玉蔻說，邱毅引述她的書籍，批評蔡英文她要表達嚴重抗議，因為邱毅斷章取義、移花接木，片面引述她描寫蔡英文曾參與「環球法律律師事務所」顧問經歷，扭曲誇大延伸為政治抹黑之「依據」，這讓她不能接受。「環球法律律師事務所」成立的過程，周玉蔻說，她在2011年撰寫書籍時，從友人那邊得知事務所出資者為蔡英文的父親蔡潔生，但書籍出版後，經過查證，才知道該事務所是蔡英文好友聯合出資，蔡友情擔任顧問，與蔡爸無關，當時她也允諾適時予以修正。邱毅引述錯誤資訊，且惡意政治操作本人過往報導、動機惡劣，讓她相當不恥並提出譴責。
2015年12月30日，國民黨文傳會主委林奕華及邱毅召開記者會反擊，林奕華拿出證據指出，在《我如何學英文》一書中，清楚引用1990年蔡英文被專訪所言，「回國先到國際通商法律事務所做助理律師」，且蔡英文今年10月參加國際通商法律事務所成立40年慶祝晚會時說，「年輕時曾在國際通商服務」。至於陳其邁所提出的大法官解釋文，林奕華說，該解釋文後面還有一段，但陳其邁卻刻意忽略不提「專任教師依教育人員任用條例第三十四條規定，除法令另有規定外，『不得在外兼課或兼職』」的規定。邱毅也在記者會上反嗆陳其邁昨天的回應是把大家當傻子，「有一個學者會放棄政大專任教授，不接續任聘書，跑去當東吳專任教授的職位嗎？不覺得可笑嗎？這個函的來源是什麼？就是因為非法兼職非法兼差，為了顧及當事人面子，才有這個函嘛！」除此之外也同時反嗆周玉蔻：「說我引述錯誤，代表妳的書就是烏龍囉？那不是應該都要下架嗎？一本書把妳一直（向綠營）丟的投名狀全給毀了，為山九仞，功虧一簣。」。

## 爭議

### 1126槍擊事件
2010年11月26日，中國國民黨中央常務委員連勝文輔選時遭槍擊，邱毅指控民進黨主席蔡英文縱容煽惑支持者行暴力行為，遭蔡英文提告。有記者提起邱毅過去因遭蔡英文提告而「當庭道歉」，邱毅否認並要求記者提出證據。民進黨文宣部主任黃重諺隨後公開2012年12月21日在台北士林地院的開庭紀錄，證實邱毅曾念逐字聲明向蔡英文道歉。民進黨發言人阮昭雄公開邱毅道歉錄音檔。其後邱毅於立法院記者會上否認有道歉之事實，並對蔡英文、周玉蔻、陳其邁、黃重諺等人提出破解電信紀錄罪、加重誹謗告訴，並要求法院對錄音光碟做聲紋檢定。

### 指控許智傑關說被判刑
2012年7月，邱毅指控許智傑涉入關說林益世貪瀆案，許智傑表示，他只有辦活動的時候，才有機會與中鋼高層接觸，他連中鋼高層的行動電話都不知道。許智傑於2012年7月前往高雄地檢署控告邱毅加重誹謗。2014年12月10日，台灣高等法院高雄分院判決邱毅有期徒刑六個月定讞，得易科罰金。

### 太陽花學運指花為蕉
2014年3月太陽花學運發生後，邱毅在中國大陸的官方中央電視台《海峽兩岸》節目中拿出數張學運時立法院內的照片，指民進黨送物資給學生，包含零嘴、啤酒。邱毅指著照片中發言台上的太陽花說：「一大堆的香蕉，我查的很清楚，這個香蕉是民進黨送進來的。」因其所謂的「香蕉」其實是太陽花（又稱向日葵，即太陽花學運的名稱由來），一時之間，成為各大媒體焦點，也遭部分網路鄉民大為揶揄、消遣，網友笑指「古有趙高指鹿為馬，今有邱毅指花為蕉」。3月29日，邱毅上《新聞追追追》，朱學恆在鏡頭前大吃香蕉，暗諷邱毅。

### 宣稱郭台銘幫喬國民黨不分區立委名單
2019年12月17日，邱毅日前接受媒體專訪時，宣稱自己被國民黨將列為不分區第8名，當時人在鴻海集團創辦人郭台銘家，邱毅宣稱郭台銘看到名單上沒有邱毅，覺得應該要談一談。郭台銘辦公室駁斥，郭台銘從未參與國民黨不分區提名，也未與邱毅先生討論任何推薦其他黨之事，此為邱毅單方面的説法。郭台銘受訪時也說，他沒有這個喬立委名單能力，但證實邱毅被提名那天有一起吃飯，希望將來工作能夠協助他。

### 批評鍾明軒男女不分
2019年12月20日，邱毅在西瓜視頻《邱毅說》節目發表談話，邱毅批評台灣網紅鍾明軒是「男女不分的人」，對鍾明軒模樣表示「每天搖搖擺擺、騷首弄姿的，讓大家看了想嘔吐，覺得噁心。」，鍾明軒本人未針對此事回應。

### 在節目罵李敖兒子李戡
2019年11月17日，邱毅在網站節目「邱毅說」中，批判已故作家暨前立委李敖的兒子李戡，宣稱李勘「這個不肖子，還在那裡抱綠營、台獨的大腿」、「顯示你內心的骯髒」、「你對起你老爸嗎」等發言，遭到李戡提告求償新臺幣200萬元。2022年四月台北地方法院判邱毅應賠償新臺幣10萬元，可以上訴。

### 托名吳敦義稱最反韓國瑜的人是朱立倫被吳闢謠
2023年7月，邱毅在接受廣播節目《千秋萬事》主持人王淺秋專訪時爆料稱，前國民黨主席吳敦義曾向他透露，最反韓國瑜的就是朱立倫，這話對他還言猶在耳。邱毅說，國民黨還存有老大心態，但世界已經變了，現在還等待非綠聯盟能建立公開公正公平機制，團結柯文哲、郭台銘、韓國瑜、侯友宜4人，下架民進黨。
但隨後吳敦義在社交媒體上發文否認有相關言論，稱其與邱久未謀面，也無聯絡或談話，不知此話從何而來；其完全不知道，也從不關心，因此不可能向任何人「透露」這件事；指責邱毅“牽強附會”，“以道聽塗說的素材做為談資”。

## 外部連結
- 邱毅的Facebook專頁
- 立法院 邱毅委員簡介 （页面存档备份，存于）
- 邱毅的udn部落格 （页面存档备份，存于）
- 邱毅台湾的新浪微博